# Dieter Kotlowski
Dieter Kotlowski (* 18. Juli 1957 in Steyr) ist ein ehemaliger österreichischer Fechter, der 1984 Olympiavierter mit der Mannschaft wurde.

## Karriere
Dieter Kotlowski focht für die Fecht-Union Linz. Er war viermal österreichischer Meister.
Bei den Olympischen Spielen 1984 in Los Angeles erreichte die österreichische Florettmannschaft mit Joachim Wendt, Dieter Kotlowski, Georg Somloi, Robert Blaschka und Georg Loisel in ihrer Vorrundengruppe den zweiten Platz hinter den Franzosen. Nach einem Viertelfinalsieg gegen die belgische Equipe unterlag die Mannschaft im Halbfinale der Mannschaft aus der Bundesrepublik Deutschland. Im Gefecht um Bronze trafen die Österreicher wieder auf die Franzosen und wie in der Vorrunde siegten die Franzosen.
Von 1976 bis 1982 studierte Kotlowski Marketing an der Wirtschaftsuniversität Wien. Danach arbeitete er zunächst bei Procter & Gamble und ab 1994 bei Coca-Cola Beverages Austria.